# Plesioneuron stenura
Plesioneuron stenura är en kärrbräkenväxtart som beskrevs av Holtt. Plesioneuron stenura ingår i släktet Plesioneuron och familjen Thelypteridaceae. Inga underarter finns listade.